# Central counterparty
Een centrale tegenpartij, central counterparty of CCP is een financiële instelling die actief is in de afwikkeling van transacties in effecten, derivaten en vreemde valuta. De CCP plaatst zich tussen koper en verkoper bij een transactie en neemt hun verplichtingen over om op die manier de tegenpartijrisico's voor deze partijen te verkleinen.

## Activiteiten van centrale tegenpartijen
Een CCP staat tussen twee clearinginstellingen (ook wel aangeduid als clearingleden, clearing members of clearing participants). Doel van de CCP is om het risico's van het falen van één (of meer) van de clearinginstellingen te verminderen.
De CCP treedt op als koper tegenover iedere verkoper en als verkoper tegenover iedere koper. Dit kan op twee manieren gebeuren. Ten eerste is het mogelijk dat een transactie die wordt aangegaan op een (anoniem) handelsplatform, meteen wordt aangegaan met de CCP. De tweede mogelijkheid is dat de verplichtingen die zijn ontstaan door een transactie die Over-The-Counter (OTC) is aangegaan tussen twee partijen, wordt genoveerd oftewel vervangen door verplichtingen van en jegens deze beide partijen ten opzichte van de CCP. Door deze zogenaamde novatie komt de CCP tussen beide partijen in te staan. Een transactie tussen partij A en B wordt vervangen door een dubbele transactie: tussen A en de CCP en tussen de CCP en B. Daardoor lopen partijen hun tegenpartijrisico niet langer (direct) op de tegenpartij met wie zij de transactie aangingen.
Het clearingproces waar een CCP verantwoordelijk voor is, bestaat uit het administreren, het garanderen en het salderen van (beurs)transacties.

## Centrale tegenpartijen in de wereld
Vanwege schaalvoordelen kent de markt voor centrale clearing een neiging tot concentratie en verticale integratie. CCP's zijn vaak grensoverschrijdend actief in een bepaalde klasse van financiële instrumenten.
In Europa zijn de centrale tegenpartijen van oudsher met name geconcentreerd in Londen, waar LCH.Ltd, LME Clear en ICE Clear Europe gevestigd zijn. LCH.SA, een zustermaatschappij van LCH.Ltd, is gevestigd in Parijs. Een andere grote Europese CCP is Eurex Clearing AG, gevestigd in Frankfurt.
In Nederland zijn twee CCP's gevestigd: EuroCCP en ICE Clear Netherlands. Zij staan onder toezicht van DNB en de AFM. In België zijn geen CCP's gevestigd.
Aandelen worden in de Verenigde Staten grotendeels gecleard door DTCC (Depository Trust & Clearing Corporation). Grote derivaten-CCP's in de Verenigde Staten zijn ICE Clear US, ICE Clear Credit en CME Clearing.

## Regulering van centrale tegenpartijen
In de financiële crisis van 2008-2009 bleek centrale clearing goed gefunctioneerd te hebben. Waar de val van Lehman Brothers bij niet-geclearde transacties tot grote problemen had geleid, hadden decentrale tegenpartijen de faillissementen effectief en snel kunnen afwikkelen. De G20, die op 24 en 25 september 2009 bijeenkwam in Pittsburgh, besloot tot de verplichte clearing van bepaalde bilateraal afgesloten derivaten. Ook kwam men tot de verdere harmonisering van het internationale toezichtraamwerk voor CCP's en andere financiële marktinfrastructuren, zoals centrale bewaarinstellingen, die werden vastgelegd in de Principles for Market Infrastructures.
De wereldwijde normen voor CCP's en centrale clearing vonden in de Europese Unie hun weerslag in de European Market Infrastructure Regulation (EMIR).